# Rheinischer Regiolekt
Als Rheinischer Regiolekt wird der Regiolekt des mittleren und nördlichen Rheinlandes bezeichnet. Das Gebiet deckt sich im Wesentlichen mit dem Westteil Nordrhein-Westfalens. Dazu kommen nördliche Teile aus Rheinland-Pfalz und verschiedene grenznahe Bereiche der Nachbarstaaten.
Trotz deutlicher Bezüge zu den einheimischen Sprachen ist der Rheinische Regiolekt ein Dialekt des Standarddeutschen, stammt also direkt vom Standarddeutschen ab. Das ins Rheinland importierte Standarddeutsche wurde unter dem Einfluss der dort vorherrschenden Mundarten der westmitteldeutschen und niederfränkischen Gruppen zu einem eigenen Regiolekt umgeformt. Dieser folgt zwar im Wesentlichen dem Duktus der Standardvarietät, nimmt aber zahlreiche lokale Einflüsse auf, meist in erheblich abgeschwächter und merklich vereinheitlichter Form, verglichen mit den ursprünglichen Mundarten. Der Rheinische Regiolekt ist jedoch weiträumig verständlich, zugleich in der Wort-, Stil- und Formenwahl, und durch seine Sprecher auch Spiegelbild regionaler Sprachdifferenzierung innerhalb des Rheinlandes. Weil er örtlich und regional sehr viele Unterschiede und Uneinheitlichkeiten aufweist, starken, oft schnellen Wandlungen unterliegt und daher schwer abzugrenzen ist, wurde und wird er in der Sprachwissenschaft eher geringschätzig behandelt und oft als Umgangssprache abgetan.

## Alltagsbedeutung
Fast überall dort im Rheinland, wo in der Zeit seit dem Ersten und verstärkt dem Zweiten Weltkrieg die ursprünglichen lokalen Dialekte von der Hochsprache verdrängt wurden, ist im Alltag Regiolekt in unterschiedlicher Intensität zur normalen Umgangssprache geworden. Typisch für breite Bevölkerungskreise ist, dass sie glauben, reines Hochdeutsch zu sprechen. Allenfalls, wenn sie bei Reisen außerhalb der Region oder bei Besuchern aus anderen Sprachbereichen mit Vokabeln wie „titschen“ oder „schlunzich“ auf Unverständnis stoßen, fällt ihnen – vielleicht – auf, dass dem nicht ganz so sein könnte.
Ebenfalls in nicht wenigen Sprachgemeinschaften ist zu beobachten, dass am Anfang einer Kommunikation und des Kennenlernens immer eher Hochdeutsch steht, mit Regiolekt beigemischt, während nach und nach bei intensiverem Kontakt und größerer Vertrautheit zu immer breiterer Verwendung von Anteilen der jeweiligen Lokalsprache unter Fortfall eher typisch hochsprachlicher Elemente übergegangen wird.

## Entstehung
Der historische Hintergrund für das Entstehen des rheinischen Regiolekts ist in den rheinischen Gebieten höchst unterschiedlich. Am Niederrhein zwischen Emmerich, einem großen Gebiet nördlich und östlich von Wesel, den Städten Ruhrort, Duisburg, Krefeld, Viersen, Kessel, Venlo und Cuijk wurde noch unmittelbar vor der napoleonischen Besatzung Niederländisch und Deutsch, beziehungsweise niederfränkische Dialekte gleichberechtigt nebeneinander gesprochen. Geschrieben wurde von der überwiegend bäuerlichen Landbevölkerung fast nur Niederländisch, während Städter und einige Gebildete auch Deutsch schreiben konnten. In der Grafschaft Moers und im westlichen Niederbergischen waren dagegen allein niederfränkische Dialekte, zwischen Ruhr, Lippe, Emscher und am oberen Lauf der Wupper vorwiegend westfälische Dialekte vorherrschend. Etwas weiter südlich, im Oberbergischen bis zur Sieg, von Neuss und südlich Düsseldorfs bis etwa Remagen, in der Nordeifel und bis westlich von Aachen und Kerkrade dagegen ripuarische Dialekte; weiter südlich, von Luxemburg über Trier, die Südeifel und den Westerwald bis hinauf nach Siegen waren es moselfränkische Dialekte; daran südlich anschließend rheinfränkische. Sprachen entfernterer Orte waren meist gegenseitig unverständlich. Standarddeutsch begann sich gerade erst als Schriftsprache zu etablieren, es war außerhalb der gebildeten Schichten kaum verbreitet. Umgangssprache des Adels war vielfach Französisch. Politisch war das Rheinland in eine Vielzahl Fürstentümer mit zahlreichen Enklaven, Exklaven und unterschiedlichen Verwaltungen zersplittert.
Der folgende Anschluss an Frankreich brachte wenige große, relativ einheitliche Verwaltungsbezirke mit sich und drängte den Gebrauch des Niederländischen am Niederrhein etwas zurück. Nach dem Wiener Kongress wurde ein großer Teil der bis dahin französischen Departements am Rhein Teil Preußens, das daraus die Rheinprovinz bildete. Der König in Berlin änderte 1815 seine Sprachenpolitik grundlegend, die bis dahin auf eine sprachlich legere, Mehrsprachigkeit fördernde Verwaltung und Schule gesetzt hatte. Nunmehr wurden alle Sprachen, Sitten und Gebräuche außer dem Deutschen als fremd und ungeeignet für Volk und Staat eingestuft, dessen Freiheit, Kultur und Sprache von außen bedroht seien. Die preußische Kulturpolitik legte damit einen Grundstein für eine Entwicklung, die langfristig zum Rückgang der vielfältigen örtlichen Dialekte und zur Herausbildung einer regionalen Variante des Deutschen führte.
Am Niederrhein bildete sich in den folgenden hundert Jahren entlang der neuen Staatsgrenze zu den Niederlanden eine relativ scharfe Grenze der Hochsprachen heraus. Die Dialekte blieben davon jedoch beinahe unbeeinflusst. Das genaue Gegenteil geschah entlang der belgischen Grenze, die nach jedem Krieg bis heute neu festgelegt wurde, wobei Moresnet und die Region Eupen-Malmedy mehrfach Status und Staatszugehörigkeit wechselten. Sie sind bis heute mehr- und gemischtsprachig. In der gesamten Rheinprovinz wurde Hochdeutsch als Amtssprache, Schriftsprache und Sprache des Schulunterrichts eingeführt. Die Bevölkerung sprach zunächst weiter ihre lokalen Dialekte, lernte aber nur Deutsch schreiben. Diese Diglossien hielten sich unterschiedlich lange.
Man kann grob von einem Gefälle von Nord nach Süd und Ost nach West sprechen, mit dem sich der allmähliche Dialektverlust ausbreitete, der zudem in den großen Städten und Ballungsräumen meist schneller als im dörflichen und ländlichen Raum voranschritt. Am weitestgehend ländlichen Niederrhein lässt sich dies teilweise gut anhand serieller Quellen verfolgen, die im Schnitt eine Zunahme der deutsch geschriebenen Rechnungen, Quittungen et cetera um knapp zwei Prozent pro Jahr bis etwa 1855 belegen.
Im Ruhrgebiet, wo niederfränkische Einflüsse im Westen, westfälische im Osten mit einer starken Einwanderung aus allen Teilen des Reiches, auch aus der näheren Umgebung und aus Polen zusammentrafen, ergab sich früh die Notwendigkeit einer weiträumigeren Verständigung, als mit den alten auf ein Dorf beschränkten Dialekten möglich gewesen wäre. Die zunehmende Industrialisierung, die damit verbundene Arbeitsteilung und der wachsende Handel setzten ähnliche Veränderungen der Sprachsituation in Bewegung.
Nach dem Ersten Weltkrieg begannen viele Eltern, die in ihrer Schulzeit schlechte Erfahrungen mit dem Ortsdialekt in der Schule machen mussten, ihren Kindern mehr Hochdeutsch zu vermitteln in der Absicht, dass diese es bei der Schulausbildung besser haben sollten als sie selbst. Zugleich kamen in vielen Gegenden Umsiedler aus anderen Teilen des Reichs an, die den örtlichen Dialekt nicht beherrschten und auf eine hochdeutsche Kommunikation angewiesen waren. Die ursprünglichen Dialektsprecher flochten immer mehr hochdeutsche Elemente in ihre Alltagssprache ein, ohne von der dialektnahen Aussprache abzuweichen. Diese bildet sich im Kindesalter und bleibt ein Leben lang erhalten, wenn man nicht mit bewusstem Sprachtraining und aufwändiger, meist Jahre dauernder Ausbildung aktiv umlernt. Zugleich wurden viele Wörter der Dialekte weiter benutzt, die keine adäquat empfundenen standarddeutschen Entsprechungen besitzen. Selbst in offiziellen Reden oder heimatnahen Druckschriften blieben solche Usus, eingerahmt mit Floskeln der Art „wie der Volksmund sagt“, ebenso wie mundartliche Gedichte, denen selbstverständlich der gleiche Stellenwert wie hochsprachlichen eingeräumt wurde.
Als Folge des Zweiten Weltkriegs trat das Problem der Zuwanderung in deutlich verschärftem Umfang erneut auf. Teilweise waren bis zur Hälfte der Bevölkerung Zugewanderte, etwa Heimatvertriebene, und dialektunkundig. Der Neuanfang nach dem Krieg fand vielerorts allein auf Hochdeutsch statt. Ein Übriges taten die sich weiter ausbreitenden standarddeutsch sprechenden Medien, allen voran das deutsche Fernsehen. Kinder lernten in der Nachkriegszeit zwar noch den Dialekt, aber vielfach als Zweitsprache auf der Straße oder von den Großeltern. Das ist seither deutlich zurückgegangen. Als Straßensprache hat sich inzwischen eher das vereinfachte Deutsch der türkischen Einwanderer etabliert und die im Regiolekt überlebenden vormaligen Dialektwörter sind überwiegend auf dem Rückmarsch, wenn man das Alter der Sprecher mit ihrem jeweiligen Wortschatz in Beziehung setzt.
Zwar zeigt zum Beispiel das Düsseldorfer Platt heute noch einige wenige niederdeutsche Lautstandsmerkmale („make“, nicht „maache“, „Driet“, nicht „Drißß“ usw.), jedoch hat die Sprache in Düsseldorf in den letzten 100 bis 150 Jahren etwa 80 % des Kölschen angenommen, womit die Sprache inzwischen eine ripuarische Variante darstellt. Zur Unterscheidung des alten und neuen Dialekts unterscheidet man mitunter zwischen dem heute gesprochenen Dialekt Düsseldorfer Rheinisch und bezeichnet mit Düsseldorfer Platt die alte, dem Bergischen ähnliche Varietät.
Neuere Untersuchungen und Darstellungen des Rheinischen legen nahe, von zwei regionalen Rheinisch-Varianten zu sprechen, einer nördlichen und einer südlichen, die etwa entlang der Uerdinger Linie im Bereich zwischen Venlo, Krefeld und Oberhausen in einander übergehen. Im Süden des Rheinlands gibt es Übergänge zum
Neuhessischen.

## Literarische und künstlerische Erscheinungsformen
Autoren des Rheinlands, sowie auch einige andere, benutzen gelegentlich gern Anleihen aus dem Regiolekt als Stilmittel. Sie charakterisieren damit vielfach Situationen oder Personen als einem bestimmten Lebensfeld oder Milieu zugehörig, schaffen eine Nähe oder auch Distanz zum Erleben einer literarischen Figur. Das kann reines Beiwerk, aber auch werkbestimmend sein. Zum Beispiel wäre „Ende einer Dienstfahrt“ von Heinrich Böll ohne seine ständigen Bezüge zur Regional- und Lokalsprache möglicherweise gar nicht geschrieben worden.
In den „Spaßprogrammen“ vor allem der deutschen Privatfernsehsender tummelt sich spätestens seit der Mitte der 1990er Jahre eine unproportional hohe Anzahl rheinischer Komödianten und bringt wie selbstverständlich ihre Umgangssprache mit. Das hat seit dieser Zeit zu einem erstaunlich hohen Verbreitungsgrad bestimmter Sprechweisen und einiger „rheinischer“ Vokabeln im gesamten deutschen Sprachraum geführt. Die eigentlichen Dialekte hört man selbst in den für das Rheinland produzierten Regionalprogrammen (WDR, SWR, CenterTV, Lokalradios) kaum, da diese für Außenstehende sogar innerhalb der Region weitgehend unverständlich sind.
Auch im Rheinland wird der Regiolekt zunehmend künstlerisch verwendet. So gibt es neben Karnevalsliedern auf Dialekt oder Hochdeutsch auch solche im Regiolekt. Ein Beispiel ist das Lied „Sansi Bar“ der Höhner mit der Refrainzeile „Hömma Mama, samma somma ma na Afrika?“ Standarddeutsch hieße dies: Hör mal, Mama, sag mal, sollen wir mal nach Afrika?, beispielsweise in Kölsch dagegen: Hür ens, Mam, saach ens, sulle mer ens noh Affricka?
Werbung in diversen Medien nutzt zunehmend gezielt regionale rheinische Sprachelemente. Beispielsweise in mehreren Fernsehspots für die süddeutsche Müllermilch tauchen bekannte Regiolektsprecher wie Jean Pütz für Milchreis („… dröbber? Fächtisch!“ mit ach-ch) oder ein unbekannter Bademeister („… alle wollen-se rein. Un_isch!? Isch darf_se wide_raushoolen!“) mit besonders deutlicher rheinischer Sprache auf. Auch in der gedruckten Werbung gibt es Beispiele („Besser als wie man denkt!“)
Der Vortragskünstler Konrad Beikircher, aufgewachsen in Südtirol, kam als Student ins Rheinland und wurde dort heimisch. Er beleuchtet die Eigenschaften des Regiolekts sowohl in kabarettistischen als auch einfachen populärwissenschaftlichen Vorträgen und Büchern.
Der Sprachforscher Georg Cornelissen vom Landschaftsverband Rheinland brachte ein kleines Quiz Wie spricht der Niederrhein? zur nördlichen Varietät des Regiolekts auf den Markt, das sich als beliebter Mitnahmeartikel in Buchhandlungen herausstellte und bereits erweitert wurde.

## Dokumentation
Weil der Regiolekt des Rheinlands örtlich und regional sehr viele Unterschiede und Uneinheitlichkeiten aufweist, starken, oft schnellen Wandlungen unterliegt und so schwer abzugrenzen ist, wurde und wird er teils auch weiterhin oft als bloße Umgangssprache abgetan und eher geringschätzig behandelt (Linguizismus); erst in jüngerer Zeit ist er in den Bereich empirisch-sprachwissenschaftlicher Forschung und Dokumentation gerückt. Insbesondere die Abteilung für Sprachwissenschaft des Instituts für Landeskunde und Regionalgeschichte (vormals: Amt für Rheinische Landeskunde – ARL) im Landschaftsverband Rheinland (LVR) hat hierzu Arbeit beigetragen.
Die Wissenschaftler des heutigen Landesverbandes begleiten, dokumentieren und erforschen die Sprachentwicklung im Rheinland seit etwa zweihundert Jahren. In neuerer Zeit sind ihnen umfangreiche Einzelanalysen und einige Veröffentlichungen zu verdanken, in denen der jeweils aktuelle Regiolekt des Rheinlandes beschrieben wird. Ein Teil der Arbeit ist im Web veröffentlicht. Die auf regelmäßigen Fragebogenaktionen basierenden Untersuchungen werden inzwischen permanent ergänzt, erweitert und aktualisiert durch das webgestützte Rheinische Mitmachwörterbuch.
Literatur zur Deutschen Umgangssprache im Allgemeinen führt auch Wörter und Wendungen aus dem Rheinland auf und kennzeichnet sie entsprechend.
Auch wenn es dafür nicht gedacht ist und ihn nicht berücksichtigt, eignet sich das Rheinische Wörterbuch, Bedeutungen von Wörtern des Regiolekts aufzufinden, da viele den in ihm dokumentierten Dialekten entstammen.

## Beispiele

### Wörter

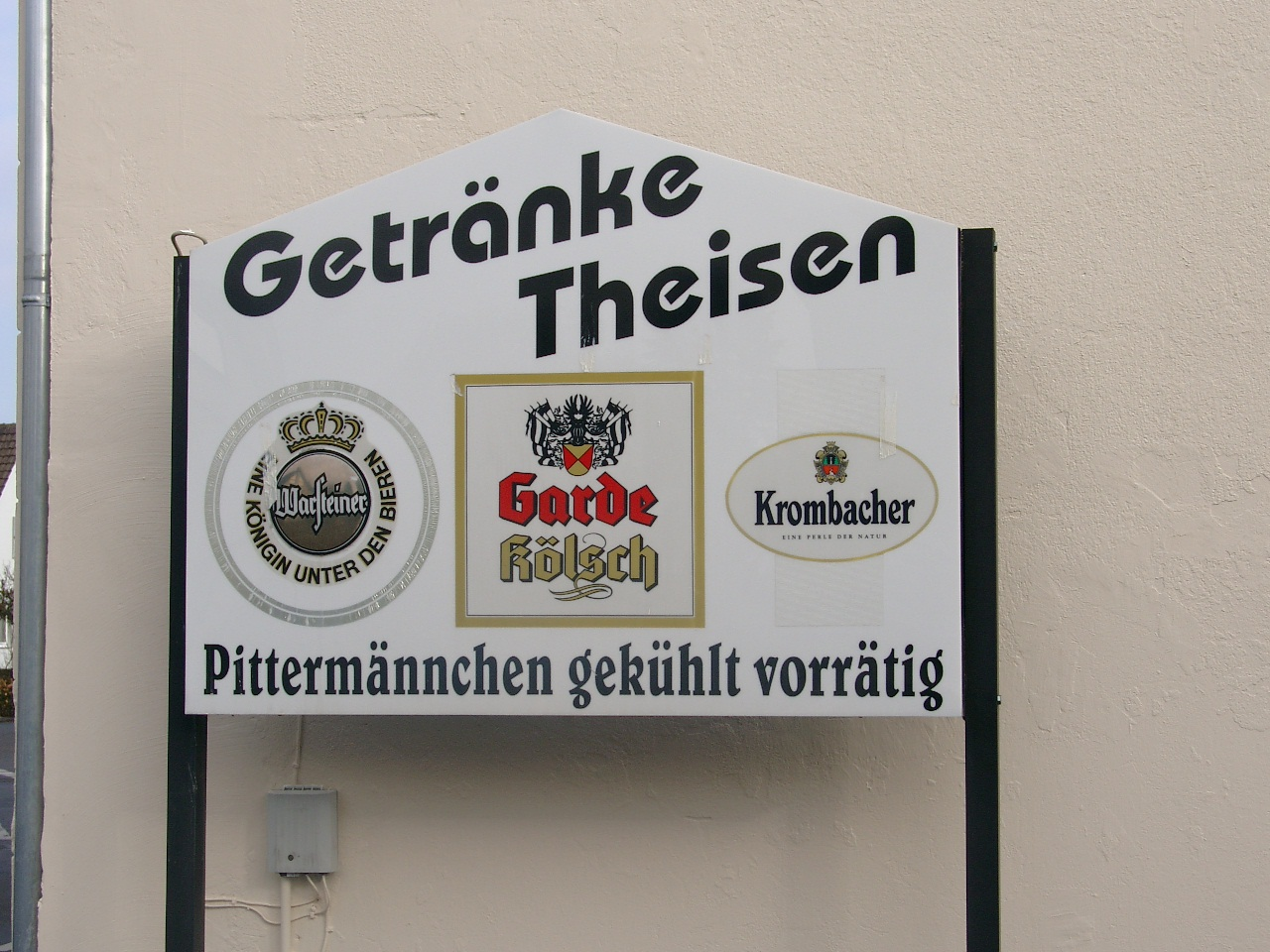
Werbetafel eines Getränkemarkts

- Pittermännchen – für: 10-Liter-Bierfass[31][32][33][34]
- fiese Möpp – für: unangenehmer, unfreundlicher oder garstiger Mensch[35][36]
- Piesepampel – für: dumm-übellauniger Zeitgenosse, Miesmacher[37][38] (auch im West- und Ostfälischen)
- das zu Trinken, das zu Essen – für: das Getränk, das Nahrungsmittel, Essen bzw. Mahl – Beispiel: „Dä Hund hat unser zu Esse(n) geklaut un auv-em Boden aufgefreßn/ufjefreße.“
- ald (in der Eifel auch att) – für: schon – Beispiel: „Häste ald jespendt?“ „Ich han sujar ald jebicht!“ (Hast du schon gespendet? Ich habe sogar schon gebeichtet!)
- bei – für: nach, zu [39]
  - beisetzen – für: danebensetzen, danebenstellen
  - (da)beitun – für: dazugeben, (hin)zutun
  - beikommen, dabeikumme – für: hinzukommen[40]
usw.
- krosen, rumkrose(n), verkrost, krosig, Kros, Kroser, Kroserin – für: kramen, herumwühlen, verlegt, unordentlich (sein), Unordnung etc.[41][42][43][44]
(Diese Wörter werden in den meisten Landesteilen mit einem langen offenen „o“ ausgesprochen, was im Standarddeutschen nicht vorkommt, in anderen mit normalem „o“ wie in „Ofen“ oder „Moos“)
- jejange – für: gegangen
- verschütt (jejange) – für: abhanden (gekommen), verschwunden, verloren gegangen, nicht mehr aufzufinden[45]
- zoppe(n), tunke(n) – für: kurz eintauchen[46][47]
- Otzen, Ötzkes – für: Essensreste auf dem Teller[48][49]
- ditsche(n), titschen – für: abprallen[50][51]
  - im Dreieck ditsche / titschen – für: sich sehr aufregen, erzürnen[52][53]
- frog, frug – für: fragte – der Vokal wird lang gesprochen
- er käuft – für: er kauft
- net, nich – für: nicht[54]
- nix – für: nichts[55][56]
- mengeweasch, meinetsweejen – für: meinetwegen
- öveschnije – für: durchschneiden
- Promm, Prumm – für: Pflaume[57]
- Plüschpromm, Pieschel, Pärsching – für: Pfirsich[58]
- Apfelsine, Appelsiin – für das ziemlich ungebräuchliche Orange (wie im Niederländischen)
- Üüm, Ühm, Üem – für: Onkel, seltsamer Kauz
- Moleste, Molester, Molesten – für: Ärger, Probleme, Schmerzen (ein Lehnwort aus dem französischen: molester = belästigen, misshandeln)[59][60]
- prollen – nur jugendsprachlich für: angeben, aufschneiden[61]

…, nicht wahr?
Für dieses häufig benutzte, rückversichernde Satzende gibt es im Rheinland viele Varianten:
- …, gell? (zum Beispiel im südlichen Rheinland und in der Pfalz)
- …, gäh? (zum Beispiel in Mainz)
- …, ne? (zum Beispiel in Köln und Eschweiler, aber auch im rheinischen Teil des Ruhrgebiets (Essen, Duisburg))
- …, ja? (zum Beispiel in Düsseldorf)
- …, ömme? (zum Beispiel in Stolberg)[62]
- …, wa? (zum Beispiel in Aachen)
- …, woll? (zum Beispiel in Wuppertal-Barmen)[63]

### Redewendungen
- den Molli machen – für: um den Finger wickeln oder für dumm verkaufen; auch für: sich aufregen, sich wichtig machen[64][65]
- den Affen machen – für: sich zum Affen machen, sich zum Affen machen lassen
- für lau (Mitte und Norden)[66] für umme (Süden)[67] – für: kostenlos
- aus d’r Lameng – für: auf ungefähr, schnell von der Hand (nach dem französischen de la main = aus der Hand, von Hand)[68][69]
  - Dat machemer aus d’r Lameng. – für: Das machen wir Pi mal Daumen, aus dem Handgelenk, ohne Lineal und Zollstock.[70]

### Ausdrucksweisen
- Ich bin da fies vor/für. – für: Das ist mir (körperlich) unangenehm, ich ekele mich davor.[71][72]
- Du bis’ en/einen lieben Kerl. – für: Du bist ein lieber Kerl.
- Ich hab kalt. – für: Mir ist kalt. (hauptsächlich im Aachener Sprachraum)[73]
- Isch muss misch brääsche. – für: Ich muss brechen. Ich muss mich übergeben. (also wortwörtlich reflexiv „ich muss mich brechen“)[74]
- Ich hab dat/das zuviel. – für: Das ist übrig, denn dieses brauche ich nicht. (in der nördlichen Eifel und deren Vorland)
- Dat kannste gleisch wieder umbringen – für: Bild dir nicht ein, dass du das behalten darfst – bring es sofort wieder(um)zurück.
- Die Kinder sind seit ner halben Stunde am rumporzen. – für: Die Kinder laufen seit einer halben Stunde durch die Wohnung und machen ständig die Türen (= Porze) auf und zu.[75]

### Grammatik
Diverse grammatische Abweichungen vom Hochdeutschen stammen aus den Dialekten und stimmen mit den mittel-, niederdeutschen und/oder niederfränkischen Varietäten außerhalb des Rheinlands überein.
- komma bei mich – für: Bitte komm einmal zu mir. [39]
- Ich bin das ganz vergessen [gewesen]. – für: Ich habe/hatte es völlig vergessen.
(Niederländisch: Ik ben dat geheel/gans vergeten.)

Personnamen und Rollenbezeichner tragen meist Artikel, Frauen und erst recht Mädchen oft sächliche.
- Es/et/dat/de Lisa heirat grad. und … is am heiraten. – für: (Die) Lisa heiratet gerade.
- Et kütt: Dä Schmitz, die Schmitz, un et Schmitz. – für: Es kommen: die Eheleute Schmitz mit Tochter.
- Hasse schön geputz, da muss de Mamma nich mehr bei [gehn]. – für: Das hast Du (so) gut geputzt, ich (die Mutter) muss nicht nacharbeiten. [39]

Das Rheinische kennt zwei Varianten des Genitivs, die auch als Umschreibungen mit Dativ und einem Possessivpronomen oder einer Präposition gesehen werden können. Die eine steht vor, die andere hinter ihrem Bezugswort:
- der Mutter ier Fahratt oder: das/es Fahratt von der Mutter – für: das Fahrrad der Mutter.
- mingem Broder si Huus oder: dat/et/es Huus von mingem Broder – für: das Haus meines Bruders.
- dem Lena seine Kerl oder: dä Kerl vom Lena – für: Lenas Verlobter.
- Ernst-Kuzorra-seine-Frau-ihr-Stadion – Johannes Rau auf die Frage, ob ein Fußballstadion nicht einmal nach einer Frau benannt werden könnte.[76]

Die sogenannte rheinische Verlaufsform, der „am-Progressiv“, ist auch in anderen Sprachgebieten vorhanden, etwa im Ruhrgebiet, in Westfalen und der Schweiz:
- Ich bin am malochen. – für: Ich arbeite gerade (bei schwerer körperlicher Arbeit)[77]
- Ich wor voll am ratze. – für: Ich schlief gerade tief und fest.[78]
- Ich bin/war da gerade aus am steigen [gewesen], …, auch: … am Aussteigen … – für: Während ich gerade ausstieg …

Vermehrt verwendet wird auch das so genannte Rezipientenpassiv mit dem Hilfsverb kriegen:
- Kriegst du dat gebacken? – für: Bekommst du das hin? Schaffst du das?
- Ich krieg dat nich gelesen. Ich glaub, ich brauch ne Lesebrille. – für: Ich kann das nicht lesen, weil es zu klein gedruckt ist und meine Augen sich verschlechtert haben.

### Satzstellung
- Ich sach dir/dich dat, weil et geht dich ja an. – für: Ich sage es dir, weil es dich ja angeht.
(Zum Vergleich mit der Hochsprache: „Ich sach et dir …“ ist eine Verstärkung, die etwas völlig anderes aussagt und hier sinnraubend wäre, während die hochdeutsche Satzstellung „… weil et dich ja angeht“ in einigen Gegenden nicht gebraucht wird und fremd wirkt)[79]

### Aussprache
Auch die Aussprache des Rheinischen weicht vielfach deutlich vom Standarddeutschen ab:
- Das „n“ am Ende eines Verbs wird in manchen Regionen nicht nur im Dialekt, sondern auch im Regiolekt nicht gesprochen. So heißt es dann nicht zoppen sondern zoppe für kurz eintauchen.
- In Teilen des Rheinlandes, wie im Bonner Raum, wird bei manchen Wörtern das dialektnahe „j“ gegenüber dem hochdeutschen „g“ bevorzugt („verweichlicht“), dann heißt es jejange statt gegangen.
- Wortendungen, insbesondere „-en“, werden gern verkürzt, so heißt es die andern statt die anderen.
- In weiten Teilen des Rheinlandes wird wie im Kölschen das hochdeutsche „ich-ch“ und „sch“ praktisch identisch klingend ausgesprochen, dann heißt es (ungefähr) schpräschn statt sprechen. [80]
- In weiten Teilen des Rheinlands werden Vokallautungen und -längen des Deutschen in der regiolektalen Aussprache etwas dem jeweiligen Dialekt angenähert, überwiegend jedoch, ohne ihn zu erreichen. Dann heißt es eher Schüppe oder Schöppe als Schippe; fuffzich statt fünfzig; eher zwülf als zwölf; öbber statt über; Aafe statt Affe, und so weiter.
- Bei einigen Lautkombinationen, insbesondere „nf“, „lf“, „lp“, „rm“, und „rch“ im Silbenauslaut wird regional oft die Epenthese e als sogenannter Sprossvokal eingefügt, dann heißt es fünef, halleb und Kiresche statt fünf, halb und Kirche oder Kirsche.[81][82]
- Anders als im Hochdeutschen werden in den meisten rheinischen Dialekten die einzelnen Wort- und Satzelemente nicht deutlich getrennt, sondern ähnlich wie im Französischen gebunden, was für Außenstehende das Verständnis erschwert. Das wird auch in den Regiolekt übernommen. Häufig kommt es dabei zu Sandhi-Phänomenen, wie in der Redewendung „Dad_ess_ävver och jet/wat.“ („Das ist aber auch eine Sache.“) oder wenn das persönliche Fürwort isch (ich) je nach folgendem Anschluss ganz unterschiedlich ausgesprochen wird. Da der anlautende Vokal oft verschluckt wird, kann ein Zentralrheinländer eine Gästeschar mit den Worten „’sch_eiße Sie hächzlich willkommen.“ begrüßen oder auch sich selbst ähnlich vorstellen: „’sch_eiße Hermann.“. Andererseits könnte er auf die Frage „Isch hann_en Froch …“ („Ich habe eine Frage …“) auch launisch zurückgeben „Ijj_ävver nit.“ („Ich aber nicht.“), wobei „jj“ entweder wie „j“ oder wie ein stimmhaftes „sch“ gesprochen wird.
- Mit der Bindung über die Wortgrenzen verbunden ist das Stimmhaftwerden von Konsonanten im Auslaut vor vokalisch anlautenden Wörtern. Im rheinischen Platt bleiben stimmlose Konsonanten in einem Wort normalerweise stimmlos, etwa „ich hätt, mir hätte“ (ich hätte, wir hätten). Sie werden jedoch stimmhaft, wenn ihnen ein unbetontes, gebundenes Wort folgt, welches mit einem Vokal beginnt, wie „hädd-ich, hädd-er“ (hätte ich, hätte er) oder „mir hätten-en Froch“ (wir hätten eine Frage). Das ist auch im Regiolekt zu beobachten. Stimmlose Konsonanten des Deutschen bleiben normalerweise im Inlaut erhalten, stimmlose Konsonanten im Auslaut erfahren jedoch in der Regel vor Vokalen die beschriebene Erweichung: „Dat hädd-er mer vorher ma saren solln.“ (Das hätte er mir einmal vorher sagen sollen.).
- Verschleifungen, Kontraktionen und Assimilationen sind aus den vorgenannten Gründen im Rheinischen sehr gängig, etwa „sommer“ aus „sollen wir“, „jommer“ aus „gehen wir“, „Haßemaanemaak?“ aus „Hast du mal ’ne Mark?“, „kreßenit!“ aus „Dat krichs de nit!“ – „Das kriegst du nicht“, „hömma“ aus „hör mal“, „Dassabe aaschkalt“ aus „Das is aber arg kalt“, wobei in diesem besonderen Fall nicht zu entscheiden ist, ob statt dem intensivierenden arg vielleicht doch ein Kraftwort bemüht wird, um die Stelle zu bezeichnen, an der die Kälte besonders stark empfunden wird.[83]
- Das standarddeutsche „pf“ findet man im Rheinischen fast nicht. Entweder wird das „p“ getilgt, dann heißt es Feerde statt Pferde oder kämfen statt kämpfen, oder es blieb beim sprachhistorisch älteren „p“, dann heißt es Kopp statt Kopf und Äppelchen statt Äpfelchen. In Einzelfällen werden standarddeutsche Wörter mit „pf“ komplett durch andere ersetzt, so heißt es Pott oder Kessel statt Topf. In diesem Punkt unterscheidet sich das Rheinische deutlich vom Berlinerischen, das gleichfalls das „pf“ zugunsten von „f“ oder „p“ vermeidet, aber einen „Topp“ kennt.
- In einigen Wörtern ist das rheinische [v] erhalten, besonders wo diesem im Hochdeutschen [f] entspricht, so z. B. oft dürven statt „dürfen“, Oven statt „Ofen“, schiev statt „schief“ (wobei Schief im Mönchengladbacher Raum für „Scheibe“ genutzt wird). Selten auch anstelle von hochdeutschem [b] wie bei Grievenschmalz statt „Griebenschmalz“. (Die entsprechenden Dialektwörter lauten dürve, Ovve, scheev und Jreeveschmalz o. ä.)
- Das Rheinische besitzt andere phonotaktische Regeln als das Standarddeutsche, das einige Bildungen verbietet, die im Rheinischen Regiolekt gängig sind. So sind zum Beispiel Langvokale vor „ng“ oder Konsonantenklustern möglich, wie in [aːmps] (Amtes in Teilen der Region Aachen) oder ein gelängter Schwa wie in [ˈbʁeləː] (Brille ebenfalls in Teilen der Region Aachen), ebenso ein betonter Schwa wie in [amˈləvə] (lebend in großen Teilen des zentralen Rheinlands) oder [ˈbətʃə̯] (bisschen, wenig im Gebiet von Krefeld bis Venlo)[84][85]
- Das regiolektale „r“ wird höchst unterschiedlich realisiert, je nach dessen Position in der Silbe oder im Wort und der sprachgeographischen Region sind [ɕ, x, χ, ɣ, ʁ, r, ʀ, ɹ, a, ɐ, ɐ̯] und [ə], Längung eines vorangehenden Vokals oder gar kein Ton möglich,[86][87][88] und die gelegentlichen Übereinstimmungen mit dem Standarddeutschen erscheinen beinahe zufällig.
- In den meisten Gegenden wird das „l“ immer oder vorwiegend uvularisiert oder velarisiert, also „dunkel“ ausgesprochen.
- Auslautende „-g“ und „-ch“ und „-sch“ nach hellen Vokalen und Liquiden in Wörtern wie Balg, Burg, Honig, Elch, schrecklich, rheinisch werden in den Dialekten wie in der regionalen Umgangssprache in der Regel ungefähr gleich gesprochen. Möchte ein Regiolektsprecher jedoch hochdeutschnah sprechen, beobachtet man meist eine im Rheinland weit verbreitete Hyperkorrektion, die -ig durchgängig als -ik realisiert, selbst wenn es dem Standard nicht entspricht. Dann hört man beispielsweise Köönik, Hoonik und färtik anstelle der standarddeutschen Aussprache Könich, Honich, fertich für Wörter wie König, Honig, fertig und viele weitere.[80] Im südlichen deutschen Sprachraum mit Österreich, Liechtenstein und Teilen der Schweiz ist die Aussprache -ik ebenfalls üblich[89] und in den Basisdialekten vorhanden.

### Varianten
Manche Wörter werden überwiegend in bestimmten Regionen des Rheinlands benutzt, und die Aussprache gemeinsamer Wörter kann regional ganz erheblich voneinander abweichen, zum Beispiel:
- Gachten, Jachten, Jaaden für deutsch: „Garten“ (Vürjeberschßplatt: Jahd; Eischwiele Platt, Bönnsch und Kölsch: Jaade; Krieewelsch: Jaard; Mölmsch: Chaade; Niederrheinisch und Südbergisch: Chachten)[91][92][93]
- Schirrem, Schürm, Schiiam für deutsch: „Schirm“ (Koblenzer Platt: Baraplü; Bönnsch: Schäm; Kölsch: Parraplüh, Schör[e]m; Ruhrdeutsch: Schiam)[94][95]
- piddeln, knibbeln, prokeln, popeln – alle nicht ganz identisch und ohne eigentliche Entsprechung im Deutschen; kratzen und fummeln haben eine gewisse Ähnlichkeit. Ebenfalls gebräuchlich ist das niederdeutsche pulen oder puhlen, jedoch mit von diesem leicht abweichender und eingeschränkter Bedeutung.[96][97][98][99][100][101][102]
- In einigen Gebieten am Niederrhein und nahe der Ruhrmündung wird an männliche Geschlechtswörter unter bestimmten Bedingungen ein „m“ oder „n“ angehängt; dann heißt es däm Buur statt „der Bauer“, däm Brell statt „die Brille“ – welche in den meisten Dialekten des Rheinlands männlich ist –, dem Hengelmann statt „der Henkelmann“. Ähnliches gilt auch bei Fürwörtern oder Beiwörtern, zum Beispiel: „Minnen Dockter es enen Leeven“ bedeutet „Mein Arzt/Doktor ist ein Lieber“.[103][104][105][106][107][108][109][110]

### Dialekteinsprengsel
Sprechen die Bewohner eines Ortes unter sich, hört man manchmal einen dialektnahen Regiolekt, in dem besonders geläufige Wörter oder Wendung des Dialekts in den Regiolekt eingebettet werden – etwa beddche (bisschen), vandag (heute) oder later (später) in Krefeld  – oder präzisere, treffendere oder schlagfertige Ausdrucksweisen des Dialekts benutzt werden, die das Deutsche nicht kennt.  Auch die Grammatik des jeweiligen Dialekts wird öfter berücksichtigt.

## Übernahmen aus dem Rheinischen ins Hochdeutsche
Wie andere Jargons oder Regionalsprachen beeinflusst auch der rheinische Regiolekt den Wortbestand des Hochdeutschen. Beispiele für Übernahmen aus jüngerer Zeit sind:
- Knöllchen – für: Strafzettel[114][115]
- Poppen – für: Geschlechtsverkehr, den Geschlechtsverkehr ausüben[116][117]
- kungeln, Klüngel, rheinische Lösung – (alle drei gleichartig umgedeutet, bzw. reduziert auf diesen Aspekt) für: Filz, Vetternwirtschaft, Amigotum usw.[118][119]
- Schiss haben – für: Angst haben; sich bedroht fühlen; sich Sorgen machen.[120][121] (Auch in Teilen des Niederdeutschen verankert)

Auch eine grammatikalische Variante, die sogenannte rheinische Verlaufsform oder „am-Progressiv“ hat sich im Laufe der Zeit so weit in die Umgangssprache anderer Teile des deutschen Sprachraums ausgebreitet, dass sie laut Duden inzwischen „teilweise schon als standardsprachlich angesehen“ wird.

## Benachteiligung
Die sehr negative, teilweise destruktive Einstellung der deutschen Obrigkeiten und teilweise der Ober- und Mittelschicht gegenüber den Regionalsprachen (→ Linguizismus) zeigt sich abgeschwächt auch gegenüber dem Regiolekt. Dies geschieht sowohl da, wo er verstanden wird, als auch dort, wo er nicht verstanden wird.
Die Verwendung des Regiolekts in der Schriftsprache ist weitgehend verpönt und wird in Schulen als Fehler gewertet.